# John Shute

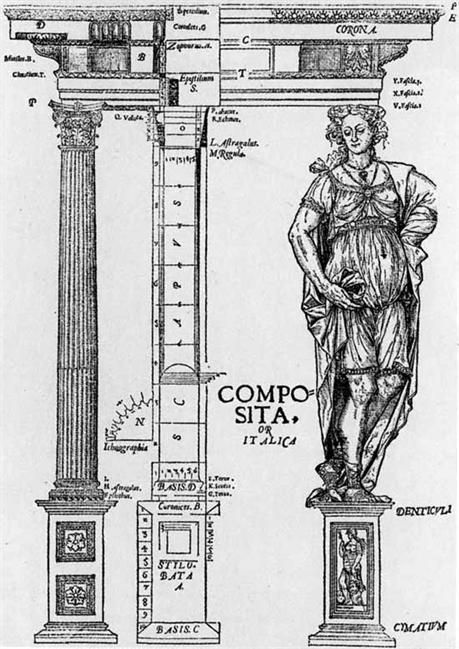
Composita or Italica, representación del orden compuesto. Grabado en madera de John Shute, The First and Chief Grounds of Architecture, Londres, 1563

John Shute (fallecido en 1563), miniaturista inglés, es conocido como autor de The First and Chief Grounds of Architecture, el primer tratado de arquitectura escrito en lengua inglesa, del que salió una primera edición en 1563. Antes de terminar el siglo hubo otras tres ediciones, en 1579, 1584 y 1587, pero los ejemplares conservados de esas primeras ediciones son en la actualidad muy raros.
Poco se conoce de su vida, al margen de lo que él mismo cuenta en su obra. Incluso el lugar de su nacimiento, según se ha dicho Cullompton, Devon, es incierto. Aunque se titula «painter and architecte», no parece que llegase a ejercer la arquitectura. En su dedicatoria a la reina Isabel I afirma que, protegido por el duque de Northumberland, viajó a Italia en 1550 y que son sus propias observaciones, hechas durante ese viaje, y el profundo estudio de los principales teóricos de la arquitectura, las fuentes de su trabajo dedicado a exponer el sistema de los cinco órdenes arquitectónicos, ilustrándolos con otros tantos grabados en madera, derivados de Serlio.
Su fuente principal es Vitrubio, que conoce a partir del texto comentado por Guillaume Philander, pero se aparta de él al sostener el origen antediluviano de los órdenes clásicos, que los griegos habrían tomado de los hebreos y los babilonios, tal como expone en el discurso preliminar.